# Dystrykt Stołeczny (Papua-Nowa Gwinea)
Dystrykt Stołeczny (ang. National Capital District) – dystrykt obejmujący Port Moresby – stolicę Papui-Nowej Gwinei na południowo-wschodnim wybrzeżu Nowej Gwinei, nad Zatoką Papua. Port Moresby wydzielone jest jako odrębny dystrykt stołeczny, jest też stolicą prowincji Centralnej.